# Alianza por el Cambio (Ecuador)
La Unidad por el Cambio fue una coalición política de movimientos políticos de Ecuador, en el cual participaron los principales partidos del centro a la centro derecha, siendo oficiales en la papeleta electoral la alianza del Movimiento CREO y Movimiento SUMA, para patrocinar la candidatura presidencial de Guillermo Lasso para las elecciones presidenciales de Ecuador de 2017, junto a movimientos provinciales y al Movimiento Juntos Podemos del prefecto de Azuay Paúl Carrasco, de ámbito nacional no registrado en el Consejo Nacional Electoral (CNE); siguiendo un programa de gobierno de oposición al gobierno presidido por Rafael Correa y su partido Alianza PAÍS.
Para las elecciones legislativas de Ecuador de 2017, se estableció la alianza a nivel nacional entre CREO y SUMA, al igual que en la mayoría de las provincias, junto a los diferentes movimientos provinciales, repartiendo las candidaturas entre movimientos.
A la Unidad por el Cambio se sumaron otras agrupaciones locales como Amauta Yuyay y el Movimiento Siari.
Sin embargo, el 6 de julio de 2017, el líder de CREO, Guillermo Lasso, rompió el acuerdo con SUMA, luego que los asambleístas de dicha agrupación votaron a favor de la Ley Sobre Paraísos Fiscales, considerada una ley hecha "con dedicatoria" contra Lasso.
Sin embargo, el bloque la Unidad por el Cambio continúa en la Asamblea con los integrantes de CREO, Participa, Amauta Yuyay y Siari.

## Campaña electoral

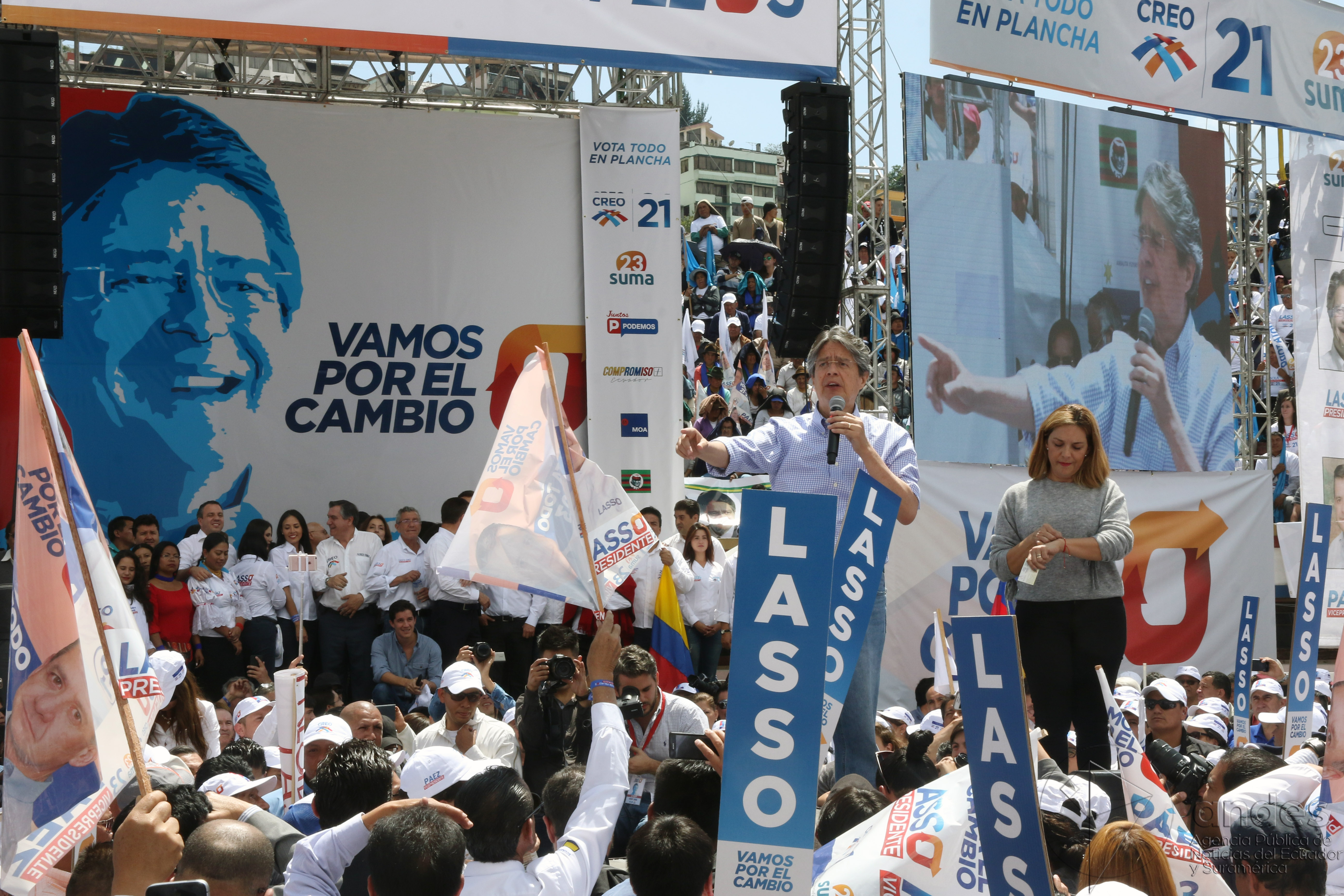
Lanzamiento de campaña de Guillermo Lasso en enero de 2017

Guillermo Lasso fue el primero en oficializar su segunda candidatura presidencial a finales del 2015. Lasso mantuvo desde 2014 una postura crítica severa al gobierno de Rafael Correa, protagonizando protestas en contra de las enmiendas constitucionales del 2015 y las propuestas de leyes de herencia y plusvalía. Estuvo en campaña permanente desde finales del 2015, siendo el enfoque principal de esta la recuperación y liberalización de la economía del país para crear mayores plazas de empleo desde el sector privado, creando proyectos como "Iniciativa por el Empleo" anunciado que el mejor proyecto social es el empleo; y el plan "Un Millón de Empleos", con el que busca crear 1 millón de nuevas plazas de trabajo en el trascurso del 2017 al 2021, proponiendo además eliminar las leyes tributarias y económicas aprobadas durante el último período de Correa, como es el anticipo al impuesto a la renta, impuesto a la salida de divisas y las salvaguardias para facilitar la entrada de capitales extranjeros al país.
Lasso propuso restituir la Unión Nacional de Educadores (UNE) y otras organizaciones no gubernamental ilegalizadas durante el gobierno de Correa, convocar a Referéndum Constitucional y Consulta Popular para ratificar o no las enmiendas constitucionales aprobadas en el 2015 y para cesar de su cargo a las autoridades del Consejo de Participación Ciudadana (CPSCS), Consejo de la Judicatura (CJ) y del Consejo Nacional Electoral (CNE) para posteriormente reformar la Constitución; derogar la ley de comunicación, reducir el tamaño del estado, fiscalizar al gobierno de Correa y sus funcionarios y fortalecer al sector agrícola.
Lasso en octubre conformó la Alianza por el Cambio, obteniendo el apoyo del Movimiento SUMA y Movimiento Juntos Podemos. Lasso, ante el escándalo de corrupción del caso Odebrecht solicitó la renuncia del vicepresidente Jorge Glas y que abandone su candidatura por ser el responsable de la gestión de los sectores estratégicos, área del gobierno con mayor número de casos de corrupción, prometiendo el fin de la corrupción en su gobierno y una amplia fiscalización dirigida por Andrés Páez. Durante su campaña, fue permanente la presencia de su esposa, María de Lourdes Alcívar, promoviendo la figura de la primera dama y de la familia tradicional. Su cuña principal fue musical, enfocándose en el cambio de modelo y su propuesta de un millón de empleos, siendo denominada "Vamos por el Cambio", presentando el signo de la campaña de Lasso, el cual es girar las manos como se utiliza para señalizar la sustitución de jugadores en fútbol, representando el cambio.
El binomio de Lasso, Andrés Páez, encabezó las protestas ante el Consejo Nacional Electoral en los días siguientes a la finalización de la primera vuelta, denunciando un presunto fraude electoral por parte del partido de gobierno para evitar un balotaje. Lasso obtuvo el apoyo de varios excandidatos presidenciales para el balotaje, incluyendo a Cynthia Viteri, Patricio Zuquilanda, Abdalá Bucaram Pulley, Paco Moncayo y Washington Pesántez, además del apoyo de la mayoría de movimientos que formaron el Acuerdo Nacional por el Cambio. 
Durante la segunda vuelta, su campaña se enfocó en promover sus propuestas en los ámbitos de salud y educación, realizando campaña principalmente en las provincias de la Costa y Pichincha, además de intentar contrarrestar la que denominó Lasso como "campaña sucia" del candidato oficialista, siendo agredido junto a su familia en los exteriores del Estadio Olímpico Atahualpa en Quito luego del partido Ecuador vs. Colombia durante las eliminatorias al Mundial de Rusia 2018. 
3 de 4 exit polls pronosticaron un triunfo de Lasso, por lo que al resultarle adversos los resultados oficiales del CNE, sus simpatizantes realizaron protestas en diferentes ciudades del país, declarando Lasso que el triunfo de Moreno es ilegítimo por haberse dado múltiples irregularidades en el escrutinio, por lo que solicitó la impugnación de los resultados.

## Integrantes
- Movimiento CREO, Creando Oportunidades (Nacional)
- Movimiento Sociedad Unidad Más Acción, SUMA (Nacional)
- Movimiento Juntos Podemos (No registrado en el CNE) es la versión Nacional del Movimiento Participa-Democracia Radical (Azuay)
- Movimiento Sociedad Incluyente Activa Responsable e Innovadora (Bolívar)
- Movimiento de Acción Social (Carchi)
- Movimiento Amauta Yuyay (Chimborazo)
- Movimiento político Provincial Cambio (Chimborazo)
- Movimiento político Organización Progresista Ciudadana (Cotopaxi)
- Movimiento Sur Unido Regional (El Oro)
- Movimiento Pueblo Nuevo (Esmeraldas)
- Movimiento Alternativa por el Cambio (Esmeraldas / San Lorenzo)
- Movimiento Salud y Trabajo (Guayas)
- Movimiento de Unidad Plurinacional Pachakutik (Guayas)
- Movimiento Emergente Transparencia y Acción Política (Guayas)
- Movimiento Social Pro-vivienda (Guayas / El Empalme)
- Movimiento de la Unidad Renovadora (Guayas / Yaguachi)
- Movimiento de Integración I Participación Tinteña (Guayas / Daule / Parroquia Juan Bautista Aguirre)
- Movimiento de Integración Popular (Imbabura / Urcuqui)
- Movimiento Poder Popular Rocafuerte (Manabí / Rocafuerte)
- Movimiento Renovación (Manabí / Bolívar)
- Movimiento de Acción Social (Manabí / Portoviejo / Parroquia Pueblo Nuevo)
- Movimiento Político Unidad Progresista (Morona Santiago / Pablo Sexto)
- Movimiento de Integración y Dignidad, Cumandá (Morona Santiago / Palora / Parroquia Cumandá)
- Movimiento Amazónico Ecuatoriano (Napo)
- Movimiento Orenallense en Acción (Orellana)
- Movimiento Nuestra Llacta (Pichincha / Rumiñahui)
- Movimiento Pueblo Nuevo de Corazón (Pichincha / Mejía)
- Movimiento de Ciudadanos Activos (Pichincha / San Miguel de los Bancos)
- Movimiento Regeneración Democrática (Pichincha / Quito / Parroquia Amaguaña)
- Alianza Tsáchila (Santo Domingo de los Tsáchilas)
- Movimiento Concordia Unida (Santo Domingo de los Tsáchilas / La Concordia)
- Movimiento Independiente de Reintegración, Acción y Democracia (Sucumbíos / Cuyabeno)
- Movimiento Acción y Servicio (Zamora Chinchipe)
- Colectivo Compromiso Ecuador (Agrupación Social)

Fuente:

## Resultados electorales

### Elecciones presidenciales
| Año  | Logo | Partido / Movimiento                                                                      | Binomio Presidencial          | 1.ª vuelta | 1.ª vuelta | Resultado     | 2.ª vuelta | 2.ª vuelta | Resultado     |
| Año  | Logo | Partido / Movimiento                                                                      | Binomio Presidencial          | Votos      | %          | Resultado     | Votos      | %          | Resultado     |
| ---- | ---- | ----------------------------------------------------------------------------------------- | ----------------------------- | ---------- | ---------- | ------------- | ---------- | ---------- | ------------- |
| 2017 |      | Alianza Movimiento CREO, Creando Oportunidades Movimiento SUMA, Sociedad Unida Más Acción | Guillermo Lasso / Andrés Páez | 2.652.403  | 28.09%     | Segundo lugar | 4.833.389  | 48.84%     | Segundo lugar |

### Elecciones legislativas
| Año  | Lista | Logo | Partido / Movimiento                                                                      | Cabeza de lista | Votos    | %      | Escaños |
| ---- | ----- | ---- | ----------------------------------------------------------------------------------------- | --------------- | -------- | ------ | ------- |
| 2017 | 21 23 |      | Alianza Movimiento CREO, Creando Oportunidades Movimiento SUMA, Sociedad Unida Más Acción | Guillermo Celi  | 20589460 | 20.06% | 34      |